# Hirundo dimidiata
Hirundo dimidiata е вид птица от семейство Лястовицови (Hirundinidae).

## Разпространение
Видът е разпространен в Ангола, Ботсвана, Замбия, Зимбабве, Демократична република Конго, Лесото, Малави, Мозамбик, Намибия и Южна Африка.